# Salvador Mariona
Salvador Antonio Mariona Rivera (Santa Tecla, 1943. december 27. – ) salvadori válogatott labdarúgókapus, edző.

## Pályafutása

### Klubcsapatban
Pályafutása során számos salvadori csapatban megfordult, de a leghosszabb időt az Alianza FC csapatában töltötte.

### A válogatottban
1965 és 1975 között szerepelt a salvadori válogatottban. Részt vett az 1970-es világbajnokságon, ahol csapatkapitányként mindhárom csoportmérkőzésen pályára lépett.

## Sikerei, díjai
Alianza FC
- Salvadori bajnok (2): 1965–66, 1966–67
- Elnöki kupa (1): 1966